# Olmscheid

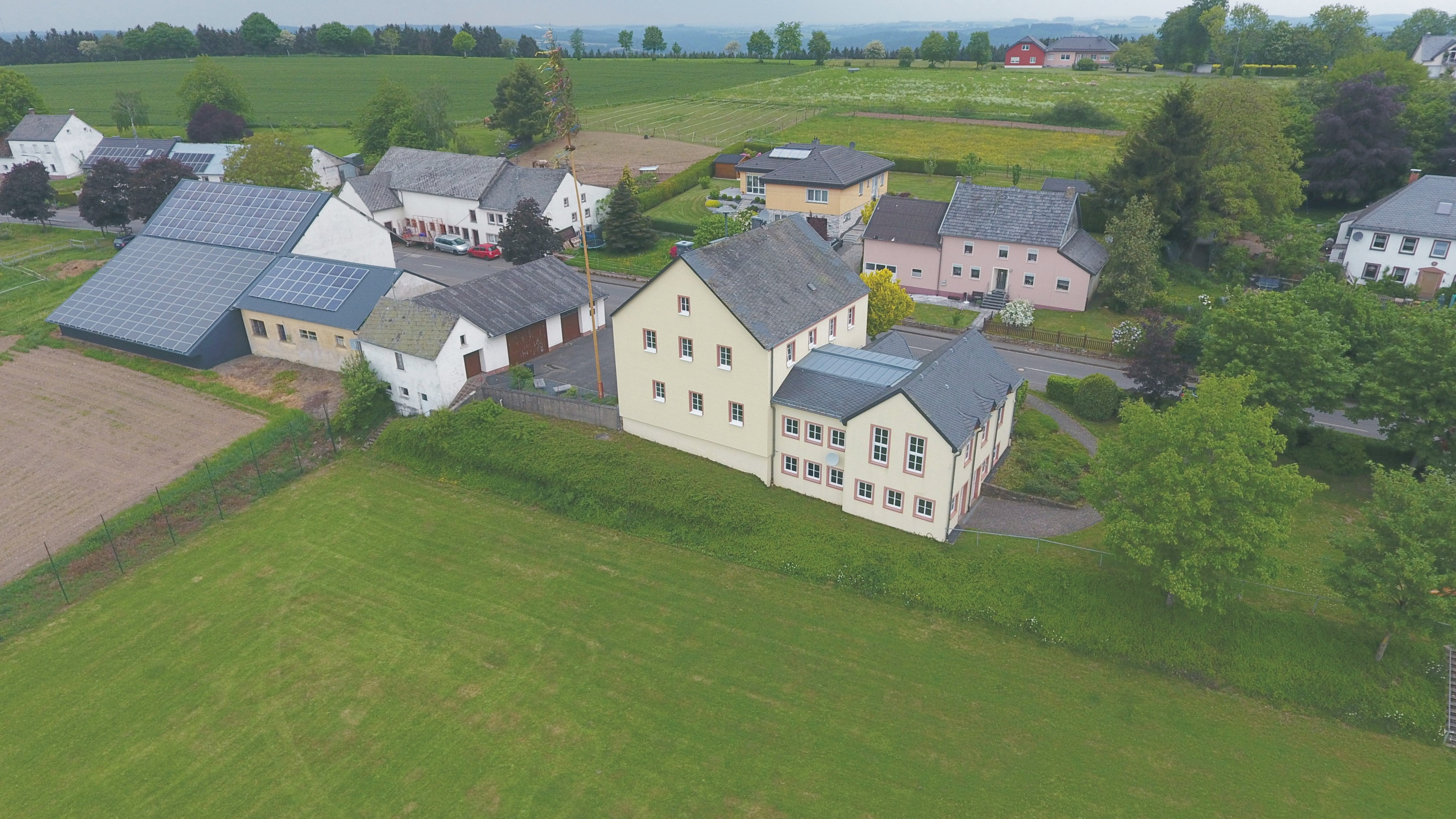
Gemeinschaftshaus mitten im Ort

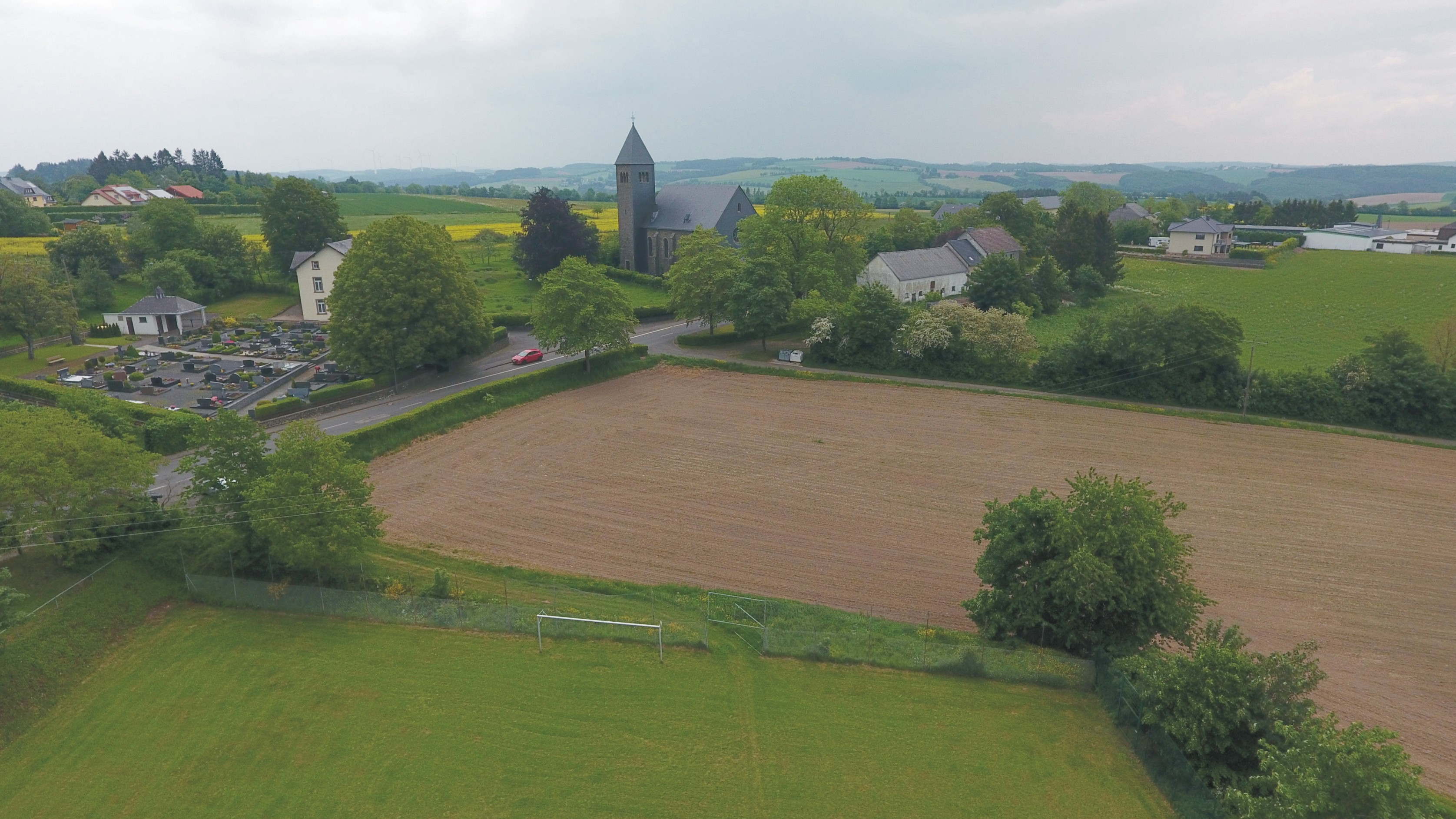
Olmscheid mit St. Josef und dem Naturdenkmal „Alte Linde“

Olmscheid ist eine Ortsgemeinde im Eifelkreis Bitburg-Prüm in Rheinland-Pfalz. Sie gehört der Verbandsgemeinde Arzfeld an.

## Geographie

### Lage
Die Ortsgemeinde liegt inmitten des Islek, im Westen der Eifel und nur wenige Kilometer östlich der Staatsgrenzen zu Luxemburg und Belgien. Ein ausgedehntes Waldgebiet erstreckt sich westlich und nördlich des Hauptortes.

### Siedlungen
Zu Olmscheid gehören auch die Wohnplätze Hiermeshof, Hof Klingendell, Lindenhof und Olmscheiderfurth. Der nordöstlich des Kernorts liegende Weiler Steinrausch gehört nur zum Teil zu Olmscheid, teilweise liegt er auf der Gemarkung von Kickeshausen.

### Nachbarorte
|          | Irrhausen                                   |              |
| Daleiden | Kompassrose, die auf Nachbargemeinden zeigt | Kickeshausen |
|          | Jucken                                      |              |

## Geschichte
Früher war Olmscheid Standort einer vorgeschichtlichen keltischen Fliehburg „Hicastel“, von der heute noch Reste erhalten sind. Die Römer hinterließen Überbleibsel eines Wachturms. Entstanden ist der Ort vermutlich in der spätmittelalterlichen Rodungsphase, worauf das „-scheid“ im Ortsnamen hinweist. Erstmals urkundlich erwähnt wurde er 1282 als „Oelmerscheit“. Bis zum Ende des 18. Jahrhunderts gehörte Olmscheid zur Meierei Binscheid in der luxemburgischen Herrschaft Dasburg im Quartier Vianden.
Nach der Inbesitznahme der Österreichischen Niederlande (1794), zu denen das Herzogtum Luxemburg gehörte, und der Übernahme der französischen Verwaltungsstrukturen (1795) war Olmscheid Sitz einer Mairie im Kanton Arzfeld, der verwaltungsmäßig zum Arrondissement Bitburg im Departement Wälder gehörte.
Aufgrund der Beschlüsse auf dem Wiener Kongress kam die Region 1815 an das Königreich Preußen. Unter der preußischen Verwaltung gehörte Olmscheid von 1816 an zur gleichnamigen Bürgermeisterei im neu errichteten Kreis Prüm im Regierungsbezirk Trier.
Statistik zur Einwohnerentwicklung
Die Entwicklung der Einwohnerzahl von Olmscheid, die Werte von 1871 bis 1987 beruhen auf Volkszählungen:
| Jahr | Einwohner |
| ---- | --------- |
| 1815 | 167       |
| 1835 | 247       |
| 1871 | 272       |
| 1905 | 246       |
| 1939 | 217       |

| Jahr | Einwohner |
| ---- | --------- |
| 1950 | 223       |
| 1961 | 193       |
| 1970 | 175       |
| 1987 | 168       |
| 1997 | 158       |

| Jahr | Einwohner |
| ---- | --------- |
| 2005 | 159       |
| 2011 | 153       |
| 2017 | 162       |
| 2023 | 193       |

## Politik

### Bürgermeister
Johannes Schares wurde 2024 Ortsbürgermeister von Olmscheid.
Der Vorgänger war Ingo Kleis seit Juni 2019. Da bei der Direktwahl am 26. Mai 2019 kein gültiger Wahlvorschlag eingereicht wurde, oblag die Neuwahl des Bürgermeisters dem Rat, der sich auf seiner konstituierenden Sitzung einstimmig für Kleis entschied.
Der Vorgänger von Kleis als Ortsbürgermeister war Johann Weires.

### Wappen
| Wappen von Olmscheid | Blasonierung: „Über grünem Dreiberg von Rot und Silber (Weiß) schräg geteilt, vorn ein grüner einblättriger Ulmenzweig mit drei birnenförmigen Samenkapseln mit silbernen (weißen) Samen, hinten silberne (weiße) Winkel und Zimmermannsbeil gekreuzt.“ |
| Wappen von Olmscheid | Wappenbegründung: Rot und Silber sind die Farben der Grafen von Vianden, denen seit dem 14. Jahrhundert die luxemburgischen Herrschaft Dasburg und damit Olmscheid gehörte. Der Dreiberg symbolisiert die Höhenrückenlage der Gemeinde. Der Ulmenzweig mit drei geflügelten Samenkapseln soll den Ort selbst und die drei außerhalb liegenden Ortsteile redend darstellen. Die Zimmermannswerkzeuge Beil und Winkel sind Attribute des Kirchenpatrons Josef von Nazaret. Das von Christian Credner in Zusammenarbeit mit Olmscheider Bürgern entworfene Wappen wurde am 15. Juni 2012 durch die Kommunalaufsicht des Eifelkreises Bitburg-Prüm genehmigt. |

## Kultur und Sehenswürdigkeiten

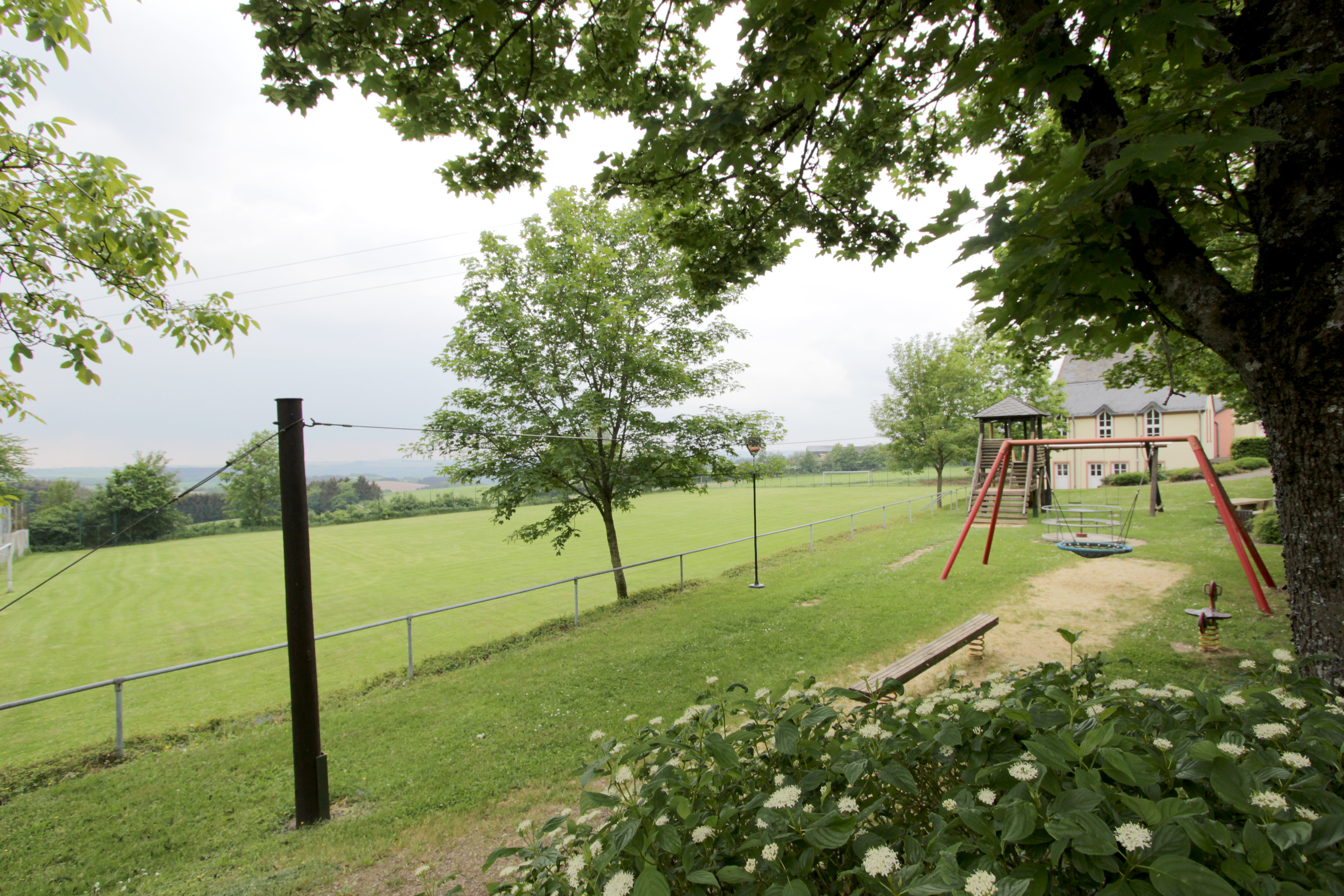
Kinderspielplatz mit Gemeindehaus und Fußballfeld

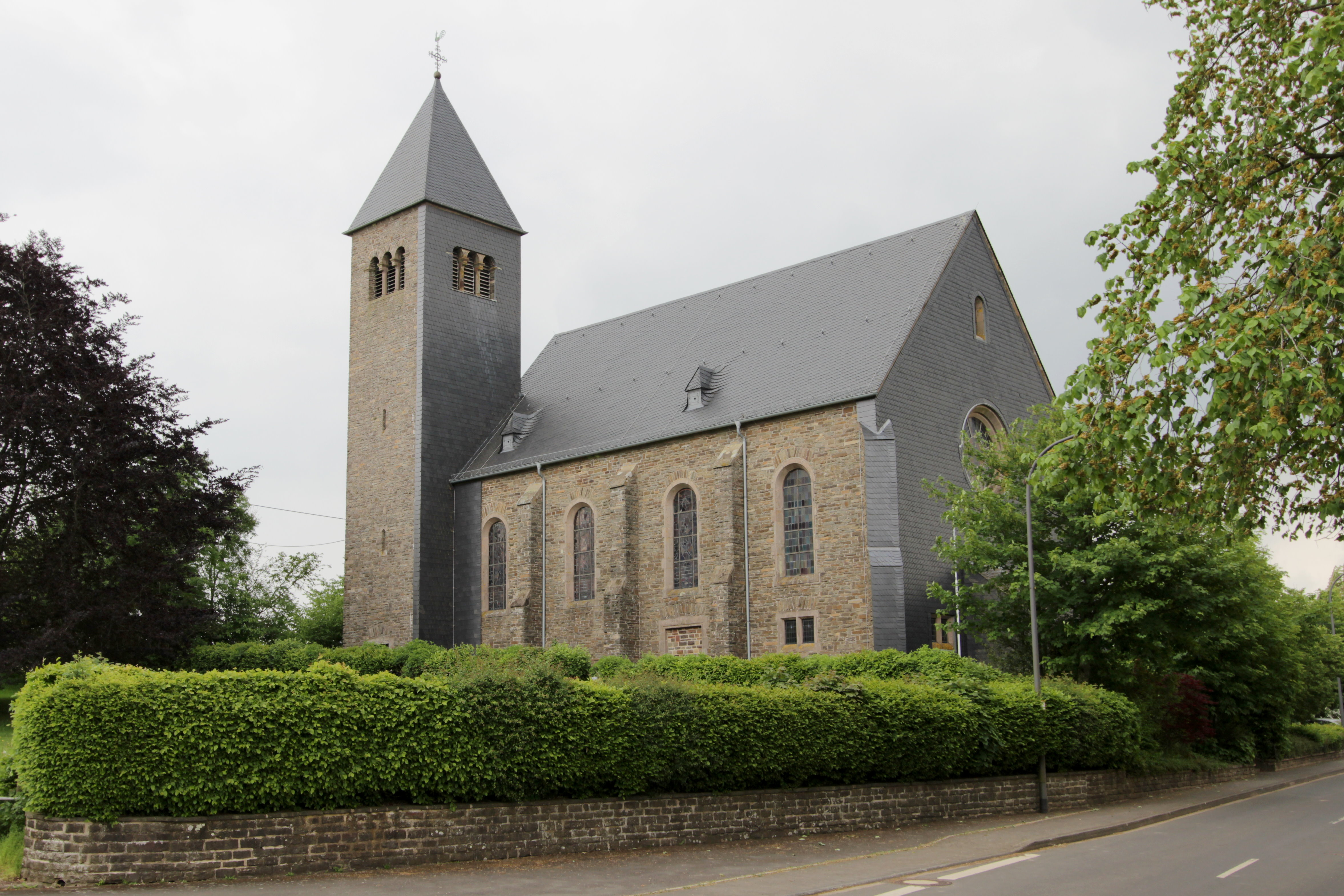
Pfarrkirche St. Josef

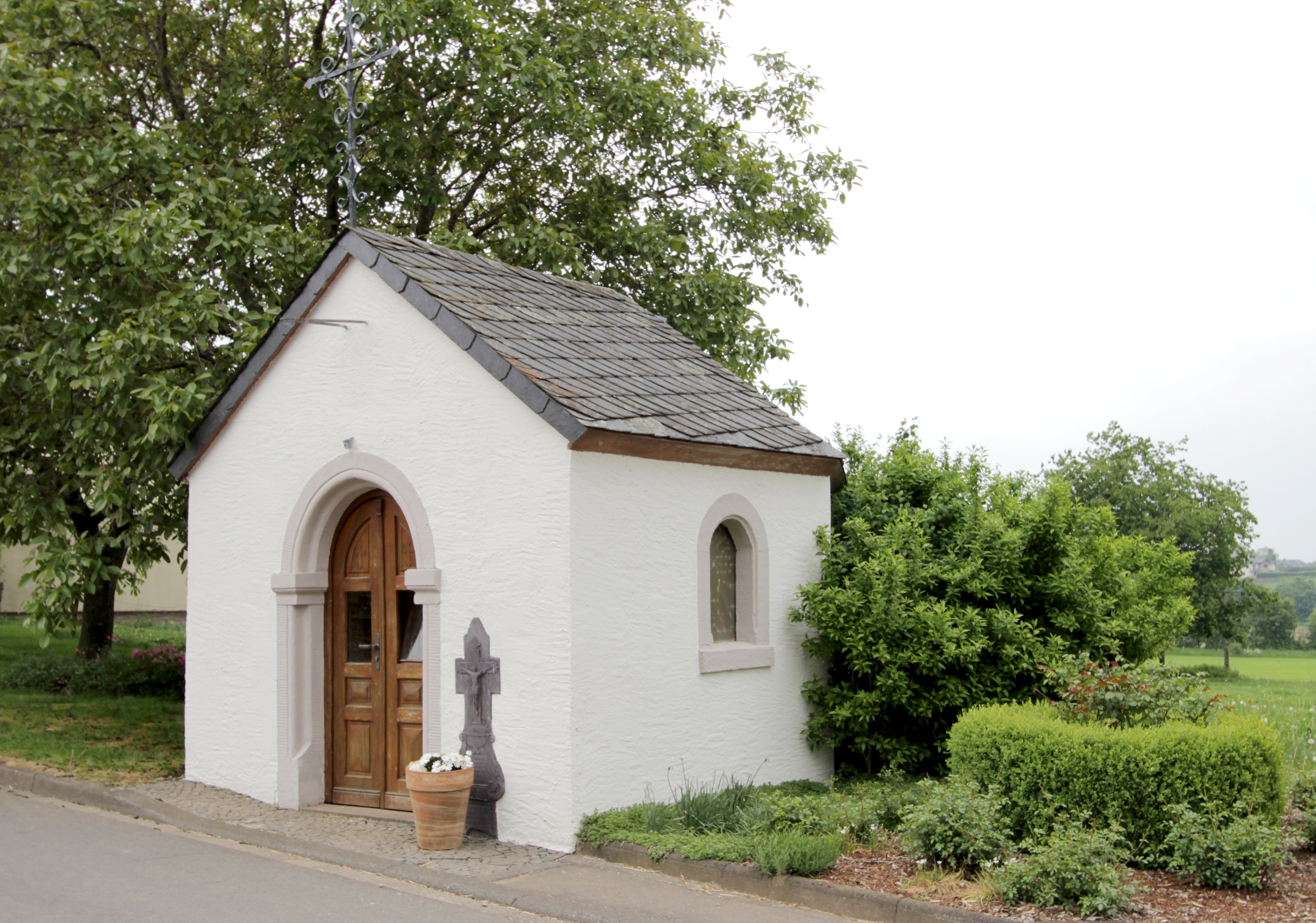
Wegekapelle Hankes-Schares

### Bauwerke
- Katholische Pfarrkirche Sankt Josef von 1912
- Hauskapelle der Familie Hankes-Schares aus dem frühen 20. Jahrhundert
- Ehemalige Hauskapelle der Familie Birnfeld gegenüber der Kirche dient heute als Gedenkstätte für die Opfer der beiden Weltkriege
- Über das Gemeindegebiet sind mehrere Wegekreuze verteilt – darunter auch ein Nischenkreuz aus dem 17. Jahrhundert. ⊙

Siehe auch: Liste der Kulturdenkmäler in Olmscheid

### Grünflächen und Naherholung
- Das Naturdenkmal „Alte Linde auf dem Friedhof“ ⊙
- Kinderspielplatz am Fußballfeld mitten im Ort
- Wanderrouten in und um Olmscheid[8][9][10]

Siehe auch: Liste der Naturdenkmale in Olmscheid

### Regelmäßige Veranstaltungen
- Jährliches Kirmes- bzw. Kirchweihfest
- Traditionelles Ratschen oder Klappern am Karfreitag und Karsamstag
- Burgbrennen am ersten Wochenende nach Aschermittwoch (sogenannter Scheef-Sonntag)[11][12][12]

## Wirtschaft und Infrastruktur
Olmscheid ist heute eine landwirtschaftlich geprägte Wohngemeinde. Seit 1971, als noch 28 landwirtschaftliche Betriebe gezählt wurden, hat die landwirtschaftlich genutzte Fläche von 348 ha auf 304 ha (2007) abgenommen, die von neun Betrieben bewirtschaftet wurden.
51 % des Gemeindegebietes werden landwirtschaftlich genutzt, 38 % sind von Wald bestanden.
Östlich der Ortsgemeinde verläuft die Landesstraße 13, die Arzfeld mit Karlshausen verbindet. Die darüber ebenfalls zu erreichende Bundesstraße 410 liegt zwei Kilometer nördlich von Olmscheid.